# 千葉県立松戸矢切高等学校
千葉県立松戸矢切高等学校（ちばけんりつ まつどやきりこうとうがっこう）とは、かつて千葉県松戸市中矢切に所在した公立の高等学校。
千葉県立高等学校再編計画により、2011年度（平成23年度）に千葉県立松戸秋山高等学校と統合して松戸向陽高等学校となった。統合後は旧・松戸秋山高等学校の施設が使用されている。跡地は平成27年度から千葉県立矢切特別支援学校として開校した。

## 設置学科
- 普通科
- 福祉教養科

## 所在地
- 〒271-0095 千葉県松戸市中矢切54

## 沿革
- 1979年（昭和54年）4月 - 開校
- 2011年（平成23年）4月 - 松戸秋山高等学校と統合により閉校。松戸向陽高等学校として新たに開校（校舎は松戸秋山高等学校を使用）
- 2015年（平成27年）4月 - 跡地に千葉県立矢切特別支援学校が開校

## 交通
- JR常磐線、京成電鉄松戸線松戸駅 西口下車バス5番乗り場より矢切高校行きのバスで約10分
- 北総鉄道北総線矢切駅から徒歩約20分

## 主な出身者
- 片野寛理 - プロサッカー選手